# Estação Imbuí
A Estação Imbuí é uma das estações do Metrô de Salvador, situada em Salvador, entre a Estação Pernambués e a Estação CAB. Faz parte da Linha 2.
Foi inaugurada em 23 de maio de 2017 juntamente com outras quatro estações da linha. Localiza-se próximo do entroncamento da Avenida Paralela com a Avenida Edgard Santos. Atende aos bairros do Imbuí, Doron, Saboeiro, Boca do Rio, Cabula VI e Narandiba.

## Características
A estação tem 7 958,19 metros quadrados de área construída em trecho de superfície. Possui duas plataformas laterais de embarque/desembarque.